# Bani Warsus
Bani Warsus (arab. بني ورسوس; fr. Beni Ouarsous)  – jedna z 53 gmin w prowincji Tilimsan, w Algierii, znajdująca się w północno-zachodniej części prowincji, około 32 km na północny zachód od Tilimsan. W 2008 roku gminę zamieszkiwało 12110 osób. Numer statystyczny gminy w Office National des Statistiques d'Algérie to 1336.